# История почты и почтовых марок Данцига

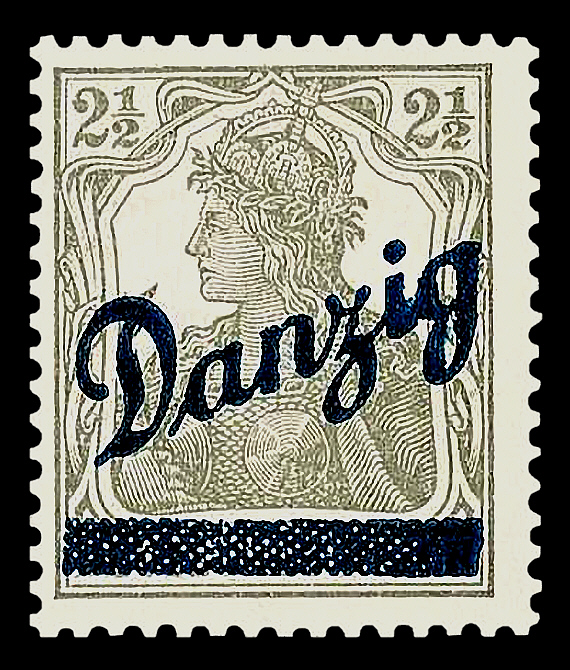
Почтовая марка Германии с надпечаткой для использования в Данциге, 1920 г.

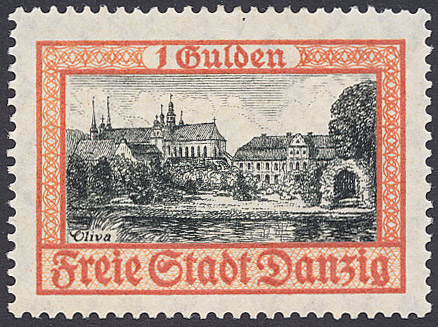
Почтовая марка Данцига, 1938 г.

История почты и почтовых марок Вольного города Данцига описывает развитие почтовой связи в Вольном городе Данциге (ныне Гданьске, польском городе на побережье Балтийского моря), выпускавшем собственные почтовые марки с 1920 года по 1939 год.

## Первые марки
Первыми почтовыми марками Вольного города Данцига стали немецкие почтовые марки с надпечатками, выпущенные 14 июня 1920 года. Первые почтовые марки Данцигского свободного государства появились в январе 1921 года и продолжали использоваться до начала Второй мировой войны в 1939 году. В 1939 году Вольный город Данциг был аннексирован Третьим рейхом.

## Польские почтовые отделения

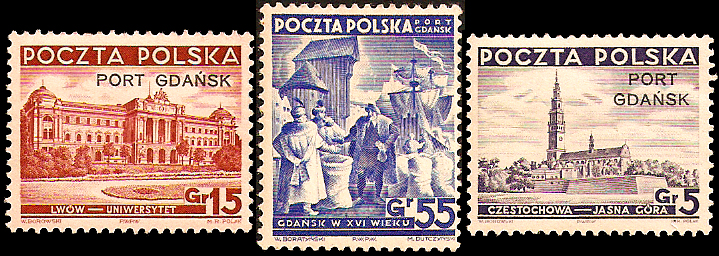
Почтовые марки польской почтовой службы в Вольном городе Данциге

Отделения польской почты, включая главный почтамт, работали в порту Данциг. В них использовались польские почтовые марки с надпечаткой пол. «PORT GDANSK» («Порт Гданьск»).